# The Best of Judas Priest
The Best of Judas Priest – kompilacja składająca się z utworów z pierwszych dwóch albumów brytyjskiego zespołu heavymetalowego Judas Priest, Rocka Rolla i Sad Wings of Destiny. Wydana została ona w lutym 1978 roku przez wytwórnię Gull Records.

## Opis albumu
Zrywając w grudniu 1976 kontrakt ze swoją oryginalną wytwórnią płytową, Gull Records, Judas Priest utracił prawa do wszystkich swoich nagrań zarejestrowanych w czasie nagrywania swoich pierwszych dwóch albumów, Rocka Rolla i Sad Wings of Destiny. Wytwórnia, wykorzystując ten fakt, wydała niewiele ponad rok po odejściu zespołu The Best of Judas Priest, na co grupa nie miała żadnego wpływu.
Wśród krytyków przeważają negatywne opinie o tej kompilacji. Steve Huey widzi w tej kompilacji tylko jeden cel, na dodatek nie najlepiej przemyślany:

Głównie jest to po prostu próba zarobienia po odejściu zespołu i to nie jest szczególnie przydatna kolekcja, gdyż Sad Wings powinno być zamieszczone w całości.

Greg Prato następująco opisał zachowanie wytwórni Gull:

Musisz dać oryginalnej wytwórni płytowej Judas Priest trochę uznania. Jeśli jest jakaś pokaźna nagroda za podstępne przepakowywanie zaledwie dwóch albumów mnożące się przez lata, to oni ją zdobyli. Gdy byli jeszcze młodą, rozwijającą się grupą, Priest wydało parę krążków poprzez początek do połowy lat '70. dla RCA: Rocka Rolla z 1974 i Sad Wings of Destiny z 1976 r. Później, gdy zespół przeskoczył do wytwórni Columbia i zaczął stawać się czołowym zespołem metalowym świata, ich poprzednia wytwórnia zaczęła wydawać reedycje wyżej wymienionych płyt -- albo z inną okładką, albo przez wybieranie bardziej znaczących utworów i nieuczciwe reklamowanie ich jako zbiorów "najlepszych-hitów." Na skutek tego, Best of Judas Priest z 1999 r. jest tym czym jest -- jeśli myślisz, że dostaniesz kolekcję najlepszych utworów z całej kariery Priest, będziesz w wielkim rozczarowaniu.

Na tej kompilacji debiutuje oryginalna wersja coveru kompozycji Joan Baez, "Diamonds and Rust," zarejestrowana przez Judas Priest w czasie sesji nagraniowej płyty Sad Wings of Destiny i spotykana głównie na reedycjach albumu Rocka Rolla na CD.

### Okładka
Prezes wytwórni Gull, David Howells, był odpowiedzialny za wygląd okładki, do której stworzenia wybrał młodego absolwenta szkoły dla grafików, Paula Monteagle'a, który głównie zajmował się rysowaniem okładek albumów czy książek. Podobnie jak utwór z Sad Wings of Destiny (niezamieszczony tutaj), obrazek na okładce prawdopodobnie ma tytuł "Tyrant" ["Tyran"]. Przypuszczalnie, opancerzona metaliczna figura będąca na pierwszym planie przedstawia tyrana, gdy figura na dalszym planie przedstawia jego "prawą rękę."

### Reedycje na CD
W 1987 roku, wytwórnia Gull jako pierwsza wydała The Best of Judas Priest na płycie kompaktowej (czego w ogóle nie dokonała z dwoma albumami, z których utwory tutaj się znajdują), przy okazji dodając dwa dodatkowe piosenki, "Epitaph" i "One for the Road."
Specjalna rozszerzona edycja nazwana The Best of Judas Priest: Insight Series została wydana na CD w 1995 r. przez wytwórnię Transluxe Records. Edycja ta zawiera dodatek w postaci wywiadu z byłym perkusistą Judas Priest, Johnem Hinchem (który grał na albumie Rocka Rolla), zamiast nowych utworów.
Samo Judas Priest oficjalnie zaznaczyło, że ten wywiad powinien zostać pominięty, gdyż zawiera:

...Bezmózgi wywiad z Johnem Hinchem, experkusistą Priest, którego musieliśmy zwolnić, gdyż był muzycznie nieadekwatny. Wywiad jest nie tylko omylny, ale jest także pełen bzdur oraz nieprawdziwych informacji. Oni [wytwórnia] natomiast sprytnie ułożyli listę utworów na tylnej okładce, przez co wygląda ona tak jakby inni członkowie grupy byli w to zaangażowani i to był nowy materiał.

Wierzymy, że oni wykorzystują dzieci przez...The Best of Judas Priest i jego przepakowywanie. To nie jest uczciwe dla nas, by przebaczyć im winę, ponieważ to jest obrywanie dzieci z pieniędzy. Na CD Insight Series, zamieścili oni idiotyczny wywiad z naszym pierwszym perkusistą, Johnem Hinchem, który nie potrafił nawet grać na perkusji, naprawdę. Ale to jest przygotowane tak, aby wyglądał on [wywiad] na nowe piosenki. Nie mamy z tego pieniędzy, ale dzieci myślą, że mamy.

## Single
- "The Ripper"/"Never Satisfied"/"Victim of Changes" – wydany w sierpniu 1980 w Wielkiej Brytanii przez wytwórnię Gull Records

## Lista utworów

### Oryginalne wydanie (1978, Gull)
| 1. | "Rocka Rolla"                                          | 3:00  |
|    |                                                        |       |
| 2. | "Never Satisfied" (Al Atkins, Downing)                 | 4:48  |
|    |                                                        |       |
| 3. | "Dying to Meet You" (Halford, Downing)                 | 6:18  |
|    |                                                        |       |
| 4. | "Diamonds and Rust" (Joan Baez)                        | 3:12  |
|    |                                                        |       |
| 5. | "Victim of Changes" (Atkins, Halford, Tipton, Downing) | 7:54  |
|    |                                                        |       |
| 6. | "Island of Domination"                                 | 4:23  |
|    |                                                        |       |
| 7. | "Deceiver"                                             | 2:42  |
|    |                                                        |       |
| 8. | "The Ripper" (Tipton)                                  | 2:50  |
|    |                                                        |       |
|    |                                                        | 35:07 |
|    |                                                        |       |

### Wydanie na CD (1987, Gull)
| 1.  | "Rocka Rolla"                                          | 3:00  |
|     |                                                        |       |
| 2.  | "Never Satisfied" (Atkins, Downing)                    | 4:48  |
|     |                                                        |       |
| 3.  | "Dying to Meet You" (Halford, Downing)                 | 6:18  |
|     |                                                        |       |
| 4.  | "Diamonds and Rust" (Baez)                             | 3:12  |
|     |                                                        |       |
| 5.  | "Victim of Changes" (Atkins, Halford, Tipton, Downing) | 7:54  |
|     |                                                        |       |
| 6.  | "Island of Domination"                                 | 4:23  |
|     |                                                        |       |
| 7.  | "Deceiver"                                             | 2:42  |
|     |                                                        |       |
| 8.  | "The Ripper" (Tipton)                                  | 2:50  |
|     |                                                        |       |
| 9.  | "Epitaph" (Tipton)                                     | 3:07  |
|     |                                                        |       |
| 10. | "One tor the Road" (Halford, Downing)                  | 4:31  |
|     |                                                        |       |
|     |                                                        | 42:45 |
|     |                                                        |       |

### Wydania na CD (1988, RCA; 1989, Possum)
| 1. | "Dying to Meet You" (Halford, Downing)                 | 6:18  |
|    |                                                        |       |
| 2. | "Never Satisfied" (Atkins, Downing)                    | 4:48  |
|    |                                                        |       |
| 3. | "Rocka Rolla"                                          | 3:00  |
|    |                                                        |       |
| 4. | "Diamonds and Rust" (Baez)                             | 3:12  |
|    |                                                        |       |
| 5. | "Victim of Changes" (Atkins, Halford, Tipton, Downing) | 7:54  |
|    |                                                        |       |
| 6. | "Island of Domination"                                 | 4:23  |
|    |                                                        |       |
| 7. | "The Ripper" (Tipton)                                  | 2:50  |
|    |                                                        |       |
| 8. | "Deceiver"                                             | 2:42  |
|    |                                                        |       |
|    |                                                        | 35:07 |
|    |                                                        |       |

### Wydanie na CD (1992, Teichiku)
| 1.  | "Dying to Meet You" (Halford, Downing)                 | 6:18  |
|     |                                                        |       |
| 2.  | "Never Satisfied" (Atkins, Downing)                    | 4:48  |
|     |                                                        |       |
| 3.  | "Rocka Rolla"                                          | 3:00  |
|     |                                                        |       |
| 4.  | "Diamonds and Rust" (Baez)                             | 3:12  |
|     |                                                        |       |
| 5.  | "Victim of Changes" (Atkins, Halford, Tipton, Downing) | 7:54  |
|     |                                                        |       |
| 6.  | "Island of Domination"                                 | 4:23  |
|     |                                                        |       |
| 7.  | "The Ripper" (Tipton)                                  | 2:50  |
|     |                                                        |       |
| 8.  | "Deceiver"                                             | 2:42  |
|     |                                                        |       |
| 9.  | "Epitaph" (Tipton)                                     | 3:07  |
|     |                                                        |       |
| 10. | "One tor the Road" (Halford, Tipton)                   | 4:31  |
|     |                                                        |       |
|     |                                                        | 42:45 |
|     |                                                        |       |

### Wydanie na CD (1995, Transluxe)
| 1. | "Dying to Meet You" (Halford, Downing)                 | 6:18  |
|    |                                                        |       |
| 2. | "Never Satisfied" (Atkins, Downing)                    | 4:48  |
|    |                                                        |       |
| 3. | "Rocka Rolla"                                          | 3:00  |
|    |                                                        |       |
| 4. | "Diamonds and Rust" (Baez)                             | 3:12  |
|    |                                                        |       |
| 5. | "Victim of Changes" (Atkins, Halford, Tipton, Downing) | 7:54  |
|    |                                                        |       |
| 6. | "Island of Domination"                                 | 4:23  |
|    |                                                        |       |
| 7. | "The Ripper" (Tipton)                                  | 2:50  |
|    |                                                        |       |
| 8. | "Deceiver"                                             | 2:42  |
|    |                                                        |       |
|    |                                                        | 35:07 |
|    |                                                        |       |

#### Insight Series Interview of Former Judas Priest Drummer John Hinch
| 1. | Halford Finds Priest                | 5:30  |
|    |                                     |       |
| 2. | Priest Finds Audience               | 3:30  |
|    |                                     |       |
| 3. | Dual Guitars                        | 1:06  |
|    |                                     |       |
| 4. | Songwriting                         | 2:59  |
|    |                                     |       |
| 5. | What's in a Name                    | 0:39  |
|    |                                     |       |
| 6. | Gull Records                        | 2:00  |
|    |                                     |       |
| 7. | "Whiskey Woman"/"Victim of Changes" | 1:08  |
|    |                                     |       |
| 8. | Rob Halford                         | 1:03  |
|    |                                     |       |
|    |                                     | 17:55 |
|    |                                     |       |

### Wydanie na CD (1996, Teichiku)
| 1.  | "Dying to Meet You" (Halford, Downing)                 | 6:18  |
|     |                                                        |       |
| 2.  | "Never Satisfied" (Atkins, Downing)                    | 4:48  |
|     |                                                        |       |
| 3.  | "Rocka Rolla"                                          | 3:00  |
|     |                                                        |       |
| 4.  | "Diamonds and Rust" (Baez)                             | 3:12  |
|     |                                                        |       |
| 5.  | "Victim of Changes" (Atkins, Halford, Tipton, Downing) | 7:54  |
|     |                                                        |       |
| 6.  | "Island of Domination"                                 | 4:23  |
|     |                                                        |       |
| 7.  | "The Ripper" (Tipton)                                  | 2:50  |
|     |                                                        |       |
| 8.  | "Deceiver"                                             | 2:42  |
|     |                                                        |       |
| 9.  | "Epitaph" (Tipton)                                     | 3:07  |
|     |                                                        |       |
| 10. | "One tor the Road" (Halford, Downing)                  | 4:31  |
|     |                                                        |       |
|     |                                                        | 42:45 |
|     |                                                        |       |

#### Insight Series Interview of Former Judas Priest Drummer John Hinch
| 1. | Halford Finds Priest                | 5:30  |
|    |                                     |       |
| 2. | Priest Finds Audience               | 3:30  |
|    |                                     |       |
| 3. | Dual Guitars                        | 1:06  |
|    |                                     |       |
| 4. | Songwriting                         | 2:59  |
|    |                                     |       |
| 5. | What's in a Name                    | 0:39  |
|    |                                     |       |
| 6. | Gull Records                        | 2:00  |
|    |                                     |       |
| 7. | "Whiskey Woman"/"Victim of Changes" | 1:08  |
|    |                                     |       |
| 8. | Rob Halford                         | 1:03  |
|    |                                     |       |
|    |                                     | 17:55 |
|    |                                     |       |

### Wydanie na CD (2001, Koch)
| 1. | "Dying to Meet You" (Halford, Downing)                 | 6:18  |
|    |                                                        |       |
| 2. | "Never Satisfied" (Atkins, Downing)                    | 4:48  |
|    |                                                        |       |
| 3. | "Rocka Rolla"                                          | 3:00  |
|    |                                                        |       |
| 4. | "Diamonds and Rust" (Baez)                             | 3:12  |
|    |                                                        |       |
| 5. | "Victim of Changes" (Atkins, Halford, Tipton, Downing) | 7:54  |
|    |                                                        |       |
| 6. | "Island of Domination"                                 | 4:23  |
|    |                                                        |       |
| 7. | "The Ripper" (Tipton)                                  | 2:50  |
|    |                                                        |       |
| 8. | "Deceiver"                                             | 2:42  |
|    |                                                        |       |
|    |                                                        | 35:07 |
|    |                                                        |       |

#### Insight Series Interview of Former Judas Priest Drummer John Hinch
| 1. | Halford Finds Priest                | 5:30  |
|    |                                     |       |
| 2. | Priest Finds Audience               | 3:30  |
|    |                                     |       |
| 3. | Dual Guitars                        | 1:06  |
|    |                                     |       |
| 4. | Songwriting                         | 2:59  |
|    |                                     |       |
| 5. | What's in a Name                    | 0:39  |
|    |                                     |       |
| 6. | Gull Records                        | 2:00  |
|    |                                     |       |
| 7. | "Whiskey Woman"/"Victim of Changes" | 1:08  |
|    |                                     |       |
| 8. | Rob Halford                         | 1:03  |
|    |                                     |       |
|    |                                     | 17:55 |
|    |                                     |       |
- Kompozytorami (oprócz wymienionych w nawiasach) są Rob Halford, Glenn Tipton, i K.K. Downing.
- W przypadku wydań z ośmioma utworami, pierwsze cztery pochodzą z albumu Rocka Rolla, a ostatnie cztery z Sad Wings of Destiny. Identycznie jest w przypadku edycji z dziesięcioma utworami, ale w ich przypadku utwór numer 9. pochodzi z Sad Wings of Destiny, a utwór numer 10. z Rocka Rolla.
- Chociaż utwór "Diamonds and Rust" został zarejestrowany w czasie nagrywania albumu Sad Wings of Destiny, to jest on do dzisiaj wydawany jedynie na większości reedycji albumu Rocka Rolla na CD.

## Twórcy

### Wykonawcy
- Rob Halford – śpiew, harmonijka
- Glenn Tipton – gitara elektryczna, syntezator, podkład wokalny, pianino
- K.K. Downing – gitara elektryczna
- Ian Hill – gitara basowa
- John Hinch – perkusja (Rocka Rolla)
- Alan Moore – perkusja ("Diamonds and Rust" i Sad Wings of Destiny)

### Produkcja

#### Rocka Rolla
- Utwory nagrywane były od ostatniego tygodnia czerwca do pierwszych dwóch tygodni lipca 1974 w studiach nagraniowych Olympic Studios w Londynie, Anglia
  - Rodger Bain – producent
  - Vic Smith – inżynier dźwięku
- Utwory były miksowane i masterowane w studiach Trident i Island Studios w Londynie

#### Sad Wings of Destiny
- Utwory nagrywane były od listopada do grudnia 1975 w studiach nagraniowych Rockfield Studios w Walii
  - Jeffery Calvert, Max West, i Judas Priest – producenci
  - Jeffery Calvert, Dave Charles, i Chris Tsangarides – inżynierzy dźwięku
- Utwory były miksowane i masterowane w studiach Morgan Studios w grudniu 1975 w Londynie, Anglia

#### The Best of Judas Priest
- John Pasche – projekt loga
- David Howells – projekt okładki
- Paul Monteagle – ilustracja okładki
- Wywiad z Johnem Hinchem został nagrany w 1995 roku w studiach PWL Studios w Londynie
- Edycja wywiadu została dokonana przez Jona Golda w 1995 r. w studiu Dead Horse Studio w Las Vegas w stanie Nowy Meksyk, USA